# Transylvania (videogioco)
Transylvania è un videogioco di avventura testuale inizialmente realizzato dallo statunitense Antonio Antiochia ed edito nel 1982 dalla defunta Penguin Software per Apple II. Il gioco è dotato di ampie illustrazioni grafiche e l'ambientazione è di stile fantasy/gotico/horror. Nel 1984-1986 venne convertito per molti altri computer dalla Penguin, divenuta nel frattempo PolarWare, tra cui inizialmente Apple Macintosh, Atari 8-bit e Commodore 64 e successivamente, con l'utilizzo dell'interprete Comprehend (vedi sotto), Atari ST, Commodore Amiga e MS-DOS.
Transylvania diede inizio a una trilogia di giochi simili comprendente anche The Crimson Crown e Transylvania III: Vanquish the Night.

## Trama
Ci si trova in una foresta incantata della Transilvania e si ha a che fare con un cimitero e un castello. Lo scopo è quello di trovare e salvare la principessa Sabrina, prima dello scoccare della mezzanotte, ora in cui il vampiro che la tiene prigioniera la ucciderà. In uno dei primi luoghi che si visitano si trova per terra, infatti, una nota con un terribile avvertimento: Sabrina dies at dawn (Traduzione: Sabrina muore all'alba). Allo scoccare della mezzanotte il gioco finisce.
Si dovranno affrontare e uccidere due nemici molto insidiosi:
- un licantropo, che si sposta inseguendovi per la foresta;
- un vampiro, che si sposta inseguendovi all'interno del proprio castello;

Inoltre vi è pure la presenza di un goblin e di una strega (di quest'ultima se ne visita la probabile casa e si subiscono gli effetti di un incantesimo, ma personalmente non appare mai nelle videate grafiche). Mentre i primi due mostri hanno la possibilità di ucciderci, il terzo e il quarto rappresentano solo un problema da risolvere e un contrattempo ciclico nel tempo che rende la soluzione del gioco ancora più difficile.
Da segnalare, inoltre, che durante il proseguimento della trama c'è un netto riferimento all'ufologia.

## Modalità di gioco
Il giocatore porta avanti la trama mediante dei comandi scritti direttamente sulla tastiera, ma il gioco presenta comunque delle schermate grafiche di tipo statico rappresentanti gli ambienti e gli oggetti e che corrispondono alle descrizioni testuali riportate subito sotto di esse.
Si interagisce scrivendo dei comandi semplici di due parole del tipo "take bottle" o semplicemente i punti cardinali nord, sud, est, ovest, su, giù (semplificati in N, S, E, W, U, D) per spostarsi da un posto all'altro. Nelle versioni Amiga e Atari ST è supportato anche il mouse per dare alcuni comandi di base tramite pulsanti. Il gioco è in inglese, ma ne esistono anche conversioni in giapponese per computer come il PC-98.
C'è la possibilità di salvare la situazione su disco.

## Storia
La prima release di Transylvania, creata da Antonio Antiochia, era semplicemente e solamente di tipo testuale. È divenuta grafico/testuale solo in seguito all'invio per posta del programma alla Penguin Software, che lo pubblicò dopo averlo rielaborato. Antonio Antiochia detiene i diritti di copyright di tutta l'intera trilogia.
Sulla confezione del primo episodio è riportata, sotto forma di pubblicità, la notizia che la grafica del gioco è stata creata con il programma The Graphics Magician, sempre (c) Penguin Software.
La confezione della seconda versione per Apple II datata 1984 contiene un floppy disk a doppia faccia da 5 pollici e 1/4. Nel primo lato risiede il gioco originale per Apple II e nel secondo una versione a risoluzione più alta denominata double-hires, eseguibile solo da un Apple II con installata la scheda opzionale per le 80 colonne e l'espansione di ram a 128kB.
Con la successiva release, Transylvania venne adattato a Comprehend, un sistema di sviluppo di avventure testuali multi-piattaforma proprietario, ovvero realizzato dalla stessa software house. Il secondo e il terzo episodio della serie Transylvania, come molti altri videogiochi editi dalla Penguin Software, Polarware e Merit Studio Inc., sono stati direttamente programmati in Comprehend. L'utilizzo di Comprehend cessò con la fine della programmazione di Transylvania III: Vanquish The Night.

## La trilogia
Il successo del primo episodio è stato buono, tanto che ne sono usciti due seguiti.
La trilogia è quindi composta da:
- Transylvania, uscito a partire dal 1982 per le piattaforme sopra riportate.
- Transylvania II: The Crimson Crown, uscito nel 1985-1986 all'incirca per le stesse piattaforme del primo episodio.
- Transylvania III: Vanquish The Night, uscito nel 1990 ed edito dalla Merit Studios Inc., realizzato dalla collaborazione tra Antonio Antiochia e Veronika Slintak. Questo terzo e ultimo episodio è l'unico a fare uso di audio comprensivo di voci campionate. Anche la grafica è migliorata in quanto facente uso di una palette di 256 colori e di una più elevata risoluzione. Le uniche piattaforme supportate sono Apple IIGS e MS-DOS (quest'ultimo con modalità grafica VGA, MCGA e scheda sonora Sound Blaster compatibile).

## Il porting per l'Iphone
Il 2009 vede il ritorno nel mercato del primo episodio di Transylvania. Questa volta però la piattaforma è l'Apple iPhone.
Il programma è stato adattato da Kenneth Roe e Antonio Antiochia in persona.